# Slaget vid Höchstädt
Denna artikel handlar om första slaget vid Höchstädt 20 september 1703. För andra slaget vid Höchstädt se slaget vid Blenheim, under vilket namn det främst är känt i engelskspråkiga källor.
Slaget vid Höchstädt var ett slag vid Höchstädt mellan kejserliga och fransk-bayerska trupper under spanska tronföljdskriget 20 september 1703, där de kejserliga led ett svårt nederlag.

## Bakgrund
Den 15 september intog den kejserliga armén under Ludvig Vilhelm av Baden den fria staden Augsburg vilket hotade Bayern från väster. En styrka under greve Stirum som markgreven av Baden hade lämnat norr om Donau rörde sig österut och nådde den bayerska staden Höchstädt 19 september. Den franska marskalken Villars och  kurfursten Maximilian II valde att bemöta denna styrka och rörde sig mot Höchstädt. Till denna styrka anslöt sig en fransk styrka på 7 000 män under d'Usson som tidigare befunnit sig i Dillingen an der Donau. Den franska planen byggde på att styrkan under Villars skulle frontalbemöta den kejserliga styrkan medan den franska styrkan under d'Usson skulle attackera från flanken. 

## Slaget
Den franska planen misslyckades dock nästan totalt, då d'Usson valde att inleda attacken alldeles för tidigt, och med sin numerärt underlägsna armé trycktes man tillbaka av den kejserliga styrkan. Dock, precis som slaget gick mot en österrikisk seger ankom den förenade fransk-bayerska armén under Villars och Maximilian II till slagfältet och stoppade den kejserliga armén från att ta vara på sitt övertag. Den franska motattacken kom att totalt besegra den kejserliga styrkan. Det är endast tack vare det ofantligt omfattande motståndet från de kejserliga flankstyrkorna under Leopold I som Stirum lyckades rädda sin armé från att helt tillintetgöras, och dra sig tillbaka till Nördlingen.
Österrikarna förlorade 11 000 män, varav många blev tillfångatagna som fångar, 37 kanoner samt större delen av trossen som kom att falla i de franska händerna. Den fransk-bayerska styrkan kom att endast förlora 1 000 män.
Ett år senare utkämpades det som ofta kallas som det andra slaget vid Höchstädt. Ett slag som dock ofta går under namnet slaget vid Blenheim